# Остап Вишня
Оста́п Ви́шня (Павло Михайлович Губенко; 1 (13) листопада 1889 , Чечва, Полтавська губернія  — 28 вересня 1956 , Київ ) — український та радянський письменник, новеліст, класик сатиричної прози XX століття.

## Життєпис

### Дитинство і ранні роки
Народився 1 (13) листопада 1889 року на хуторі біля містечка (тепер село) Грунь, нині Охтирський район Сумської області, в багатодітній (17 дітей) сім'ї відставного солдата Михайла Кіндратовича Губенка та його дружини Параскеви Олександрівни, до шлюбу Балаш. Батько працював на поміщика, його дід по батьковій лінії був у Лебедині шевцем, дід по матері — у Груні хліборобом.
Закінчив початкову, потім двокласну школу в Зінькові, далі навчався в Київській військово-фельдшерській школі, по закінченню якої у 1907 році працював фельдшером — спочатку в російській армії, а згодом — у хірургічному відділі лікарні Південно-Західної залізниці. Та, як згадував письменник, він не збирався присвятити себе медицині — тож, працюючи в лікарні, займався самоосвітою, склав екстерном екзамен за гімназію і в 1917 році вступив до Київського університету; однак невдовзі залишив навчання та цілком віддався журналістській і літературній праці. Вчився добре.

### Офіцер медичної служби УНР
З 1918 року мобілізований до Армії УНР у медичні частини. Зробив швидку кар'єру — у полон до більшовиків потрапив 1919 року в ранзі начальника медично-санітарного управління Міністерства залізниць УНР. У його розпорядженні були всі залізничні шпиталі, у яких лежали хворі офіцери й вояки Української Галицької армії, Дієвої армії Української Народної Республіки.
ВЧК вважало великим успіхом полон офіцера Губенка — високопоставлений «петлюрівський» урядовець утримувався в Харкові до 1921 року — «до повного закінчення громадянської війни» (таким було формулювання ревтрибуналів для опонентів окупаційної радянської влади).
«Визволив» Губенка мало не сам Микола Скрипник — соратник Леніна. Скрипник буцімто читав його гуморески в офіційних виданнях УНР. Павло Губенко справді писав чесно та їдко: попри військовий стан, немилосердно висміював вади Директорії, на кпини брав і особисто Головного Отамана Симона Петлюру. Саме йому приписується крилата фраза: «У вагоні Директорія, під вагоном територія…». Але ця слава не допомогла Вишні — офіцеру Армії УНР згодом помстилися за службу Україні: була ленінська в'язниця і сталінський концтабір.

### Творчість

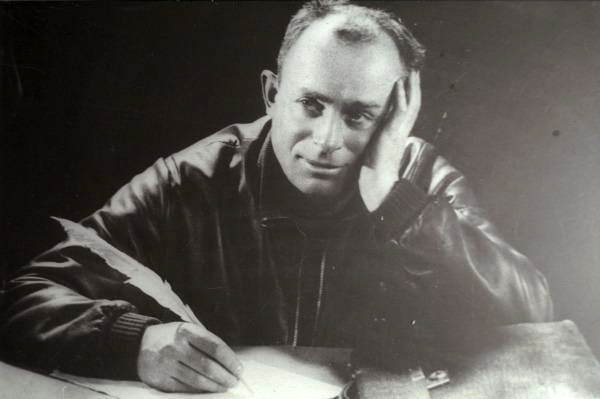
Остап Вишня, 1925 р.

Перший надрукований твір Остапа Вишні — «Демократичні реформи Денікіна (Фейлетон. Матеріалом для конституції бути не може)» — побачив світ за підписом «П. Грунський» у Кам'янці-Подільському в газеті «Народна воля» 2 листопада 1919 року.
У цій же газеті було надруковано ще кілька фейлетонів молодого письменника, а з квітня 1921 року, коли він став працівником республіканської газети «Вісті ВУЦВК», розпочалися часи його активної творчості й систематичних виступів у пресі. Прізвисько Остап Вишня вперше з'явилося 22 липня 1921 року в «Селянській правді» під фейлетоном «Чудака, їй-богу!».
Остап Вишня проводив і велику громадську роботу. Він брав участь у діяльності літературних об'єднань «Плуг» і «Гарт», в організації та редагуванні, разом з Е. Блакитним, перших двох номерів журналу «Червоний Перець» (1922) і далі працював у цьому журналі, коли в 1927 році було поновлено його вихід. Відома робота Остапа Вишні в оргкомітеті Спілки письменників.
Його знайомі оповідали, що Вишня рятував своїх товаришів матеріально й гумором у підвалах ЧК, де він сидів приблизно з кінця 1919-го по весну 1921 року; і в тюрмі НКВС у Харкові, де він сидів з 26 грудня 1933-го по весну 1934 року, і в концтаборі на Печорі в 1934—1943 роках. Коли 1931 року був арештований Максим Рильський, з яким Вишня дружив так само міцно, як з Миколою Хвильовим, Миколою Кулішем і Олесем Досвітнім, то Вишня, не боячись накликати на себе гнів НКВС, кинувся з Харкова до Києва на допомогу безпорадній родині поета, а після щасливого звільнення Рильського з тюрми — забрав його до себе в Харків на кілька тижнів на гостини.

### Арешт і ув'язнення
До арешту Остапа Вишні доклав руку український письменник Олексій Полторацький (1905—1977), який 1930-го року в журналі «Нова генерація» (№ 2–4) опублікував статтю «Що таке Остап Вишня» із брутальною ідеологічною критикою творчості гумориста. Стаття була передрукована в журналі «Радянська література» (1934, № 4). Ось характерні цитати: «Пісенька Остапа Вишні одспівана. Літературна творчість цього фашиста і контрреволюціонера, як остаточно стає ясно, була не більше ніж машкарою, „мистецьким“ прикриттям, за яким ховаючись, він протаскував протягом кількох років у друковане слово свої націоналістичні куркульські ідейки і погляди», «…я щасливий відзначити… що моя стаття стає епітафією на смітникові, де похована „творчість“ Остапа Вишні» [джерело?].

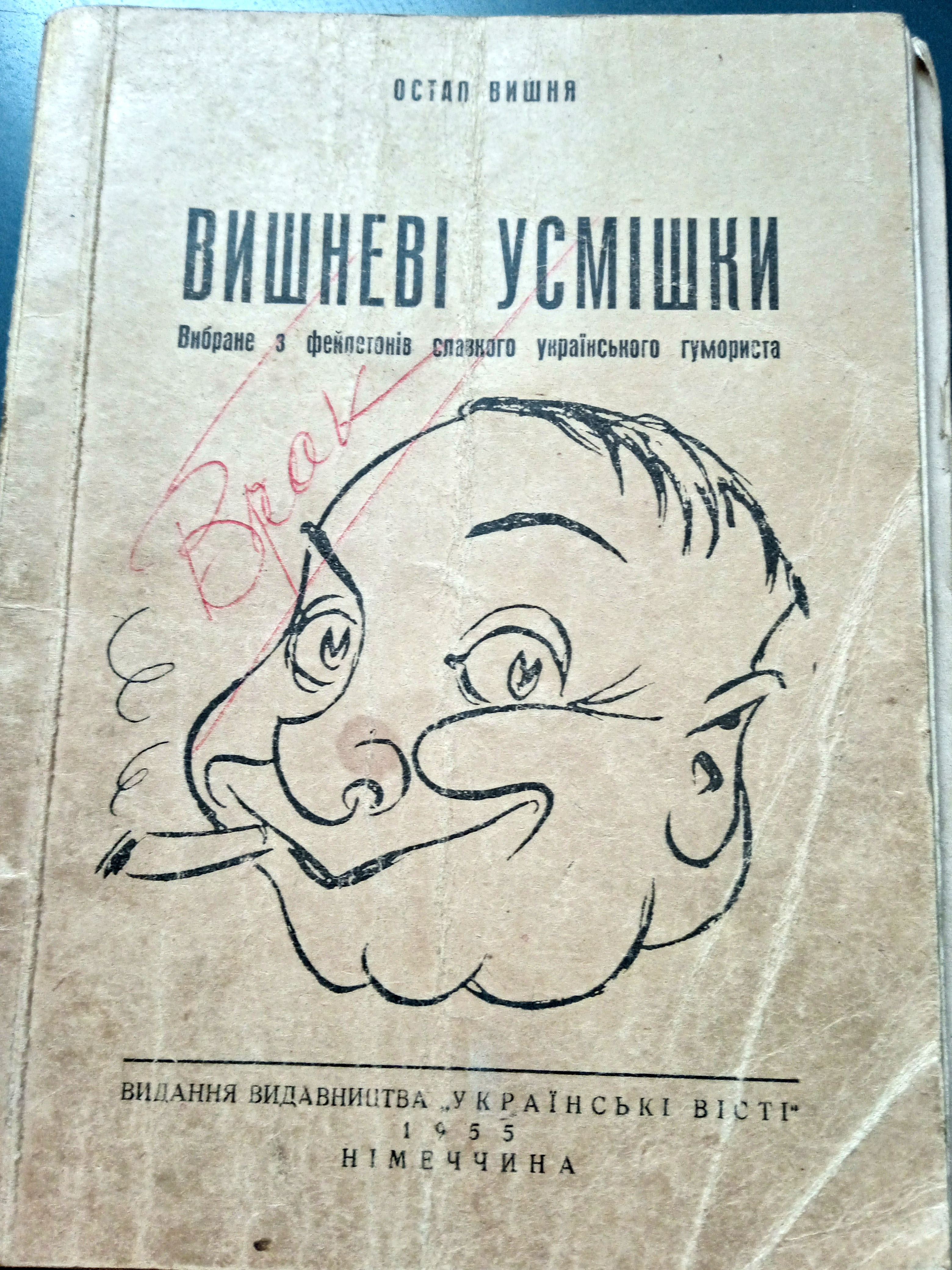
Вишневі усмішки, 1955, Німеччина.

1933-го року Остап Вишня був превентивно звинувачений у контрреволюційній діяльності й тероризмі, зокрема в замаху на Павла Постишева під час жовтневої демонстрації. Запроторений до таборів ГУЛАГу. У в'язниці контактував з відомим кубанським фольклористом Сергієм Мастепановим, який також був в'язнем. 1934 року в табірному щоденнику Остапа Вишні з'явився запис: «А хто ж? Хто ж співає, крім українців? Скрізь тепер їхні пісні лунають — по тайгах, по тундрах… Аби не плакали — хай співають!»[джерело?]
Звільнений і повернувся до літературної праці 1943 року. Вишню мали розстріляти, але його врятував щасливий випадок. Гумориста перекинули просто з арештантського барака на Печорі (Комі АРСР) до письменницького кабінету в щойно деокупованому Києві.
Одна з причин несподіваного звільнення — успіхи УПА на військовому та ідеологічному фронті. Сталін вирішив, що петлюрівець Вишня своїми гуморесками має спростовувати «наклепи націоналістів» — нібито улюбленця цілої України — Вишню — закатувала Москва, і висміяти «буржуазних націоналістів», насамперед УПА. Так у 1945-1946 роках з'явилась «Самостійна дірка» Остапа Вишні — голос гумориста з могили. «Буржуазні націоналісти» й повстанці привітали звільнення Остапа Вишні, частину заслуги в якому цілком слушно приписали й собі, та подякували гумористові, що він першим у широкій радянській пресі поінформував світ, що УПА активно діє та перемагає.

### Повоєнний період

Могила Остапа Вишні

Перший твір після концтабору — «Зенітка». Другий і останній період творчості був непростим для Вишні. Щоби приховати свою справжню сатиру, він відточив образ героя-оповідача, мудрого, дотепного, задиристого часом, але сумного.
Після закінчення Другої світової війни Остап Вишня також став членом редколегії журналу «Перець» і активним його співпрацівником.
Влада надала Вишні квартиру в будинку письменників Роліт, де він мешкав до 1952 року. Протягом 1952-1956 років жив у будинку письменників на Великій Васильківській № 6, де на його честь встановлено пам'ятну дошку. 1955 року був реабілітований судовими органами СРСР.
Помер від чергового серцевого нападу 28 вересня 1956 року. Похований на центральній алеї Байкового кладовища разом з родиною (ділянка № 2). Надгробний пам'ятник — граніт, скульптор М. Д. Декерменджі, архітектор Я. Ф. Ковбаса, встановлений у 1958 році.

## Оцінка критиків
У власних творах Остап Вишня найбільше висміював особисті слабкості (духовне ледарство), своїх земляків, вважаючи, що «кому вже немає духу посміятися з власних хиб своїх, краще тому вік не сміятися».
Остап Вишня здобув визнання самобутнього майстра української сатири й гумору. Започаткував новий жанр — усмішка.
Усмішка — це різновид фейлетону та гуморески. Увів цей термін сам Остап Вишня. Пізніше він писав: «Хоч „фейлетон“ уже й завоював у нас повне право на життя, та, на мою думку, слово „усмішка“ нашіше від „фейлетону“».
Загалом автор «Вишневих усмішок» зробив значний внесок у розвиток української сатиричної літератури та значно доповнив традиції жартівливого жанру в українській літературі, розпочатого його попередниками — Тарасом Шевченком, Іваном Франком, Лесем Мартовичем.
У ранніх творах (1920-ті) віддав належне моді на антирелігійні анекдоти, окремі з яких були поширені.
Був головою кооперативу літераторів під час спорудження для них житла в Харкові, заселеного з 1930 року.

## Сім'я
- Перша дружина — Олена Смирнова, дочка хатньої господині, в якої Остап Вишня квартирував, З першою дружиною письменник розлучився. 17 березня 1933 року вона померла у Харкові від епідемічного висипного тифу. Сина забрала теща.[джерело?]
- Друга дружина Варвара Маслюченко — українська акторка.
- Син В'ячеслав Павлович Губенко (1923—2003) — лікар-травматолог, полковник медичної служби, головний травматолог Київського військового округу.[17]
- Старший брат — письменник-гуморист Василь Чечвянський, розстріляний за часів єжовщини в 1937 році.

## Твори

### Збірки оповідань
- 1925 — Вишневі усмішки кримські
- 1930 — Як із Харкова зробити Берлін
- 1956 — Мисливські усмішки
- Вишневі усмішки закордонні
- Вишневі усмішки сільські
- Вишневі усмішки театральні
- Українізуймось

### Оповідання
- 1919 — Демократичні реформи Денікіна (Фейлетон. Матеріалом для конституції бути не може)
- 1926 — Чухраїнці
- 1927 — Моя автобіографія
- 1930 —
  - Берлін увечері
  - Їхній санаторій
  - Самі собі шкідники
  - Село німецьке
  - Шеф
  - Як із Харкова зробити Берлін
- 1944 — Зенітка
- 1945 —
  - Бекас
  - Вальдшнеп
  - Ведмідь
  - Відкриття охоти
  - Вовк
  - Заєць
  - Ленінград і ленінградці
  - Лисиця
  - Як варити і їсти суп із дикої качки
- 1946 —
  - Дика гуска
  - Дика коза
  - Дикий кабан, або вепр
  - Дрохва
  - Лось
  - Перепілка
- 1947 — Екіпіровка мисливця
- 1948 —
  - Дилда
  - З крякухою на озері
- 1950 — У ніч під Новий Рік
- 1951 —
  - Короп
  - Лебідь
- 1952 — Фазани
- 1953 — Сом
- 1954 — Отак і пишу
- 1955  — Перший диктант
- 1956 —
  - Бенгальський тигр
  - Гагара
  - Щука

## Екранізації творів
- «Зенітка» (1967, мультфільм, за мотивами твору Остапа Вишні)
- «Парасолька на полюванні» (1973, мультфільм, за мотивами оповідань Остапа Вишні «Мисливські усмішки»)
- «Ні пуху, ні пера» (1973, фільм, режисер В. Іванов, за мотивами мисливських оповідань Остапа Вішні)

## Вшанування пам'яті
- Вулиця Остапа Вишні — вулиця в місті Жмеринка Вінницької області.
- Вулиця Остапа Вишні (Київ)
- Вулиця Остапа Вишні (Полтава)
- Вулиця Остапа Вишні (Чернігів)
- Вулиця Остапа Вишні (Дніпро)
- Літературно-меморіальний музей Остапа Вишні в Груні Охтирського району Сумської області, на батьківщині письменника, відкрили в кінці 1982 року вдячні земляки, шануючи пам'ять про великого гумориста[18][19].
- Літературно-меморіальний музей Остапа Вишні — музей у селі Кринки Олешківського району Херсонської області.
- 1991 — «Із житія Остапа Вишні» — український документальний фільм режисера Ярослава Ланчака про страждання Остапа Вишні в засланні до Сибіру.
- 1989 року на честь 100-річчя від дня народження Остапа Вишні односельці висадили на алеї, що веде до Будинку- музею Остапа Вишні, 100 каштанів[20].
- 2014 — Остап Вишня — ювілейна монета номіналом 2 гривні, випущена Національним банком України. Присвячена 125-річчю від дня народження Остапа Вишні — видатного українського письменника, майстра гумористичних оповідань, фейлетонів, шаржів. Монету було введено в обіг 29 жовтня 2014 року. Вона належить до серії «Видатні особистості України».